# Rżewka (stacja kolejowa)
Rżewka (ros. Ржевка) – węzłowa stacja kolejowa w miejscowości Petersburg, w Rosji. Węzeł linii z Dworca Fińskiego do Dubrowki i Ładożskojego Oziera z linią do Zaniewskiego Postu.

## Historia
Stacja powstała w czasach carskich.

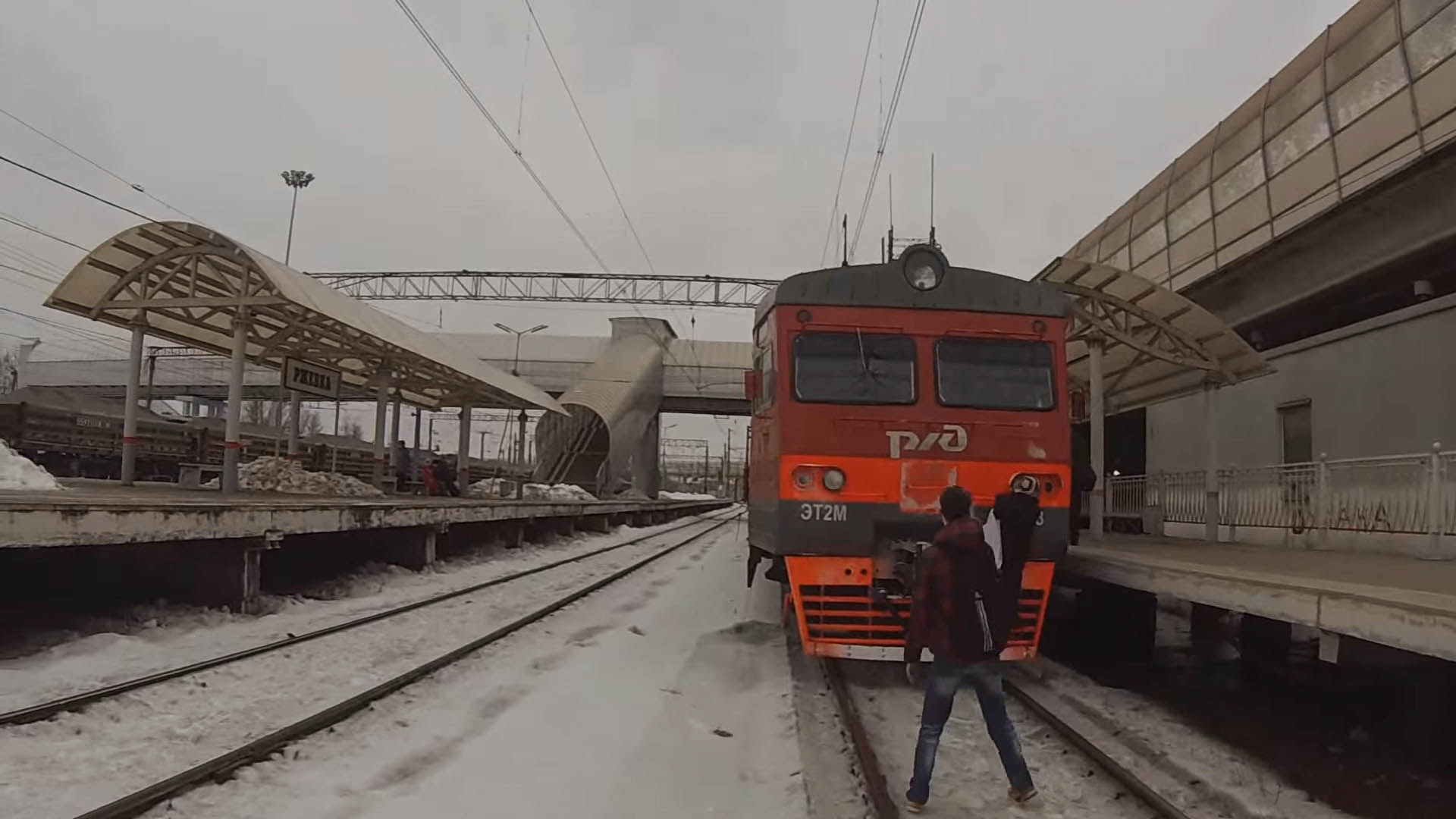
perony; widok w stronę Dworca Fińskiego
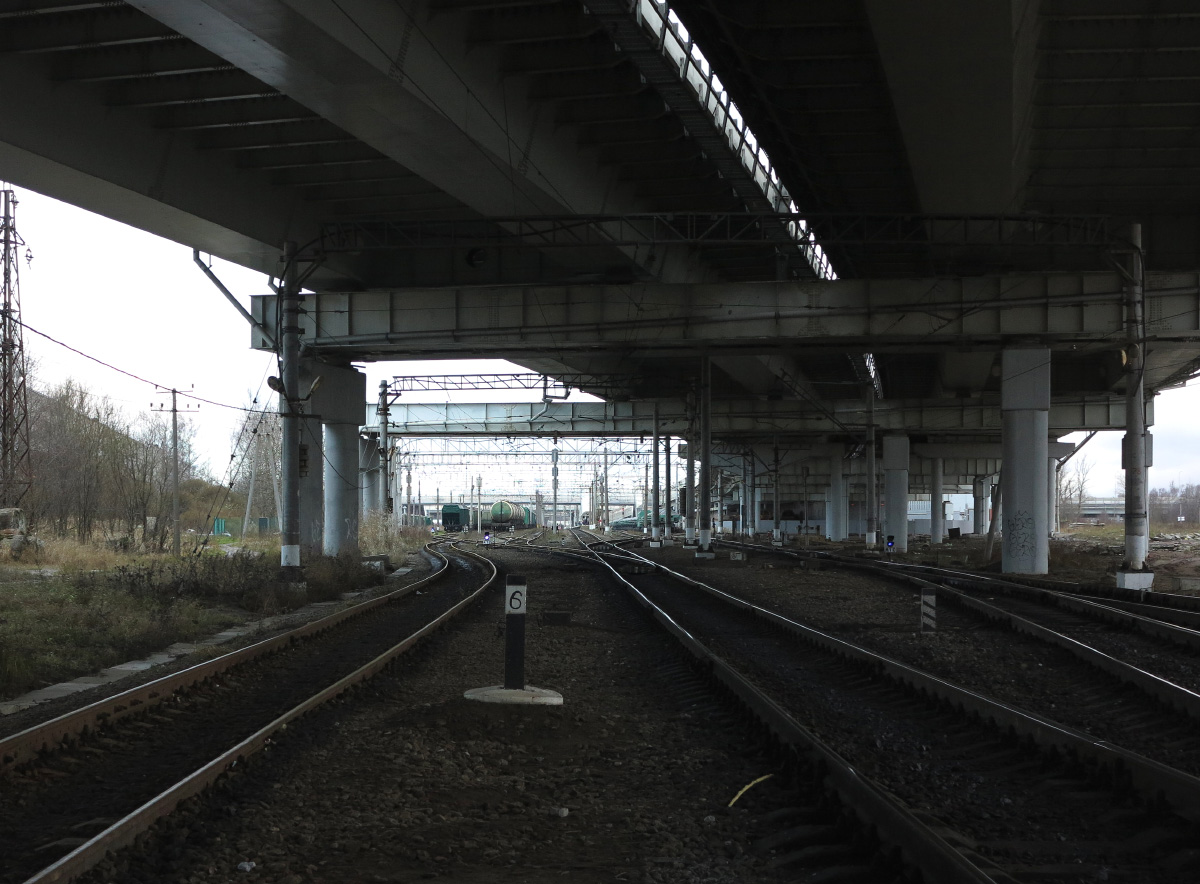
torowisko stacji pod estakadą drogowej obwodnicy Petersburga
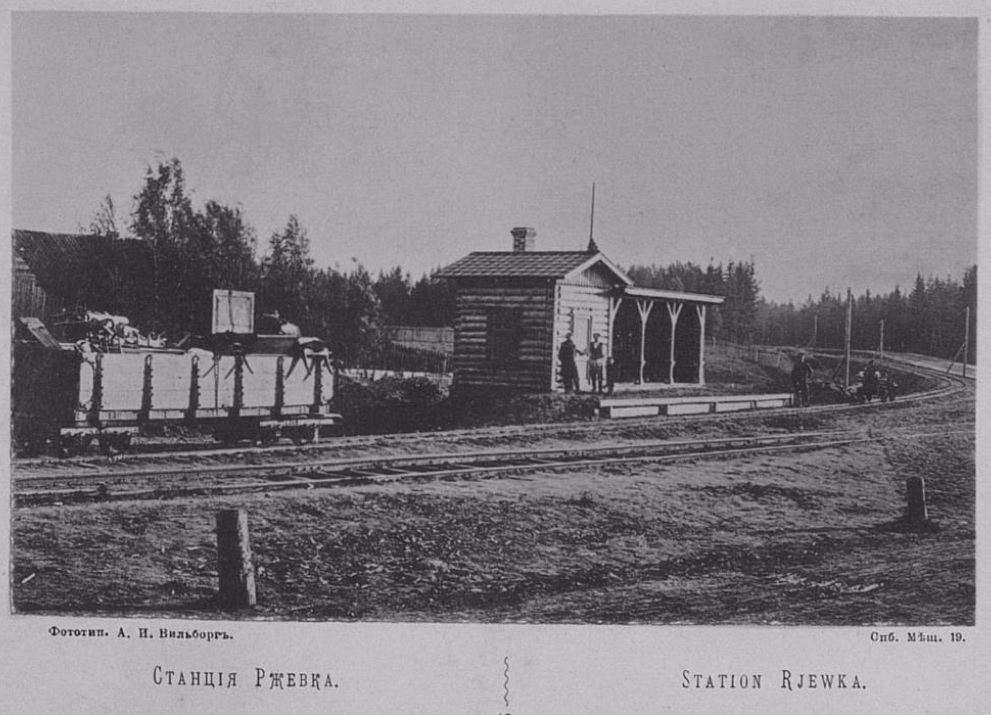
stacja w czasach carskich